# Altmühle (Creglingen)
Die Altmühle ist ein Wohnplatz sowie eine ehemalige Mühle auf der Gemarkung des Creglinger Stadtteils Reinsbronn im Main-Tauber-Kreis im fränkisch geprägten Nordosten Baden-Württembergs.

## Geographie

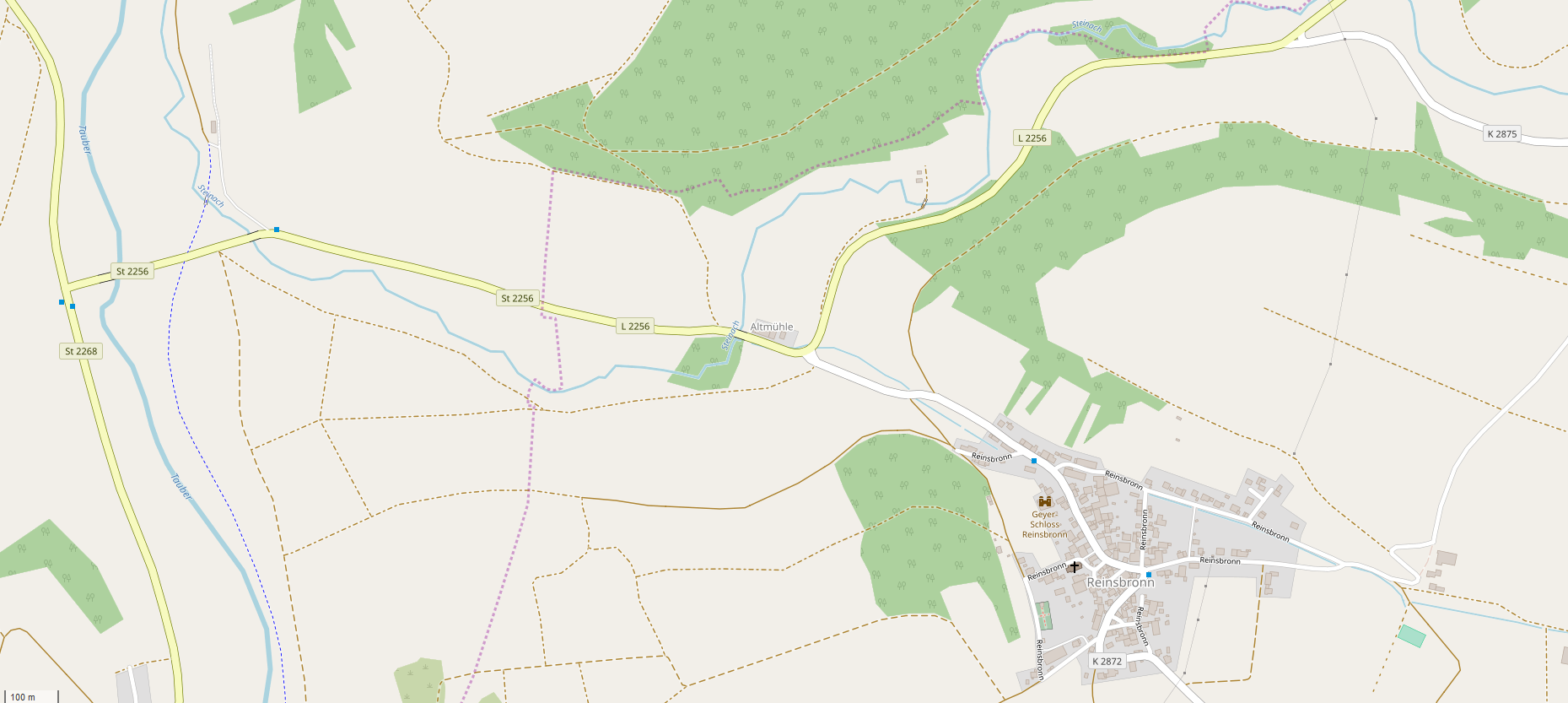
Lage des Wohnplatzes Altmühle bei Creglingen-Reinsbronn

Der Wohnplatz liegt an der Steinach, einem etwa 22 Kilometer langen Nebenfluss der Tauber. Altmühle ist über die L 2256 und die K 2872 zu erreichen.
Die umgebenden Orte sind Buch nach etwa zwei Kilometern im Norden, Sechselbach nach etwa drei Kilometern im Nordosten, Niedersteinach nach etwa zwei Kilometern im Osten, Reinsbronn nach etwa 500 Metern im Südosten, Klingen nach etwa zwei Kilometern im Südwesten und Bieberehren nach etwa 2,5 Kilometern im Nordwesten.

## Geschichte
Der Ort kam als Teil der ehemals selbständigen Gemeinde Reinsbronn am 1. Februar 1972 zur Stadt Creglingen.